# Боливарианская национальная полиция
Боливариа́нская национа́льная поли́ция (исп. Policía Nacional Bolivariana, PNB) — государственный орган исполнительной власти, правоохранительные органы Венесуэлы. Учрежден в 2009 году. Основной целью ведомства является поддержание общественного порядка, борьба с преступностью и терроризмом. Находится в ведении Министерства народной власти по вопросам внутренних дел, юстиции и мира Венесуэлы.